# Kamil Adamski
Kamil Adamski (ur. 17 maja 1995 w Kaliszu) – polski piłkarz ręczny, rozgrywający, od 2012 zawodnik MKS-u Kalisz. Wychowanek kaliskiej drużyny.